# 蔡洪坊酒
蔡洪坊酒是河南新蔡出产的一种白酒，源于万历年间，山西右布政使、督察院右佥都御史张九一辞官返乡后开办的“蔡州酒坊”所酿之酒，后虽因战乱屡废屡兴，后来者均沿用原名以广招徕。1950年8月当局以原私人酒坊为基础成立“国营新蔡县酒厂”，后数度改制、易名。2010年被私企华盛源集团收购改制为民企。蔡洪坊酒乃以纯粮为原料酿成的兼香型白酒，进一步细分为芝麻香型。